# Selección femenina de baloncesto de la República Dominicana
La Selección femenina de baloncesto de la República Dominicana es el equipo formando por jugadoras de nacionalidad dominicana que representa a la "Federación Dominicana de Baloncesto" (FEDOMBAL) en las competiciones internacionales organizadas por la Federación Internacional de Baloncesto (FIBA) o Comité Olímpico Internacional (COI): los Juegos Olímpicos, Campeonato Mundial de Baloncesto Femenino, Campeonato FIBA Américas Femenino, Centrobasket Femenino, Juegos Panamericanos, Campeonato CBC Femenino y Juegos Centroamericanos y del Caribe.

## Competiciones

### Medallas
- Medallas de Oro: 1

- XIX Juegos Centroamericanos y del Caribe de 2002

- Medallas de Plata: 7

- Centrobasket 1977
- Centrobasket 1989
- XVIII Juegos Centroamericanos y del Caribe de 1998
- Centrobasket 1999
- Centrobasket 2003
- XXI Juegos Centroamericanos y del Caribe de 2010
- Campeonato CBC 2014

- Medallas de Bronce: 11

- XII Juegos Centroamericanos y del Caribe de 1974
- Centrobasket 1975
- Centrobasket 1985
- XV Juegos Centroamericanos y del Caribe de 1986
- XV Juegos Centroamericanos y del Caribe de 1990
- Centrobasket 1995
- Centrobasket 1997
- Centrobasket 2001
- Centrobasket 2008
- Centrobasket 2012
- Centrobasket 2014

### Centrobasket
| Año  | Récord | Posición | Competición        | Sede                                |
| ---- | ------ | -------- | ------------------ | ----------------------------------- |
| 1971 | 2-8    | 5.ª      | I Centrobasket     | Caracas, Venezuela                  |
| 1973 | 2-3    | 4.ª      | II Centrobasket    | Veracruz, México                    |
| 1975 | 3-2    | Bronce   | III Centrobasket   | Santo Domingo, República Dominicana |
| 1977 | 5-1    | Plata    | IV Centrobasket    | Ciudad de Panamá, Panamá            |
| 1981 | 4-2    | 4.ª      | V Centrobasket     | San Juan, Puerto Rico               |
| 1985 | 3-2    | Bronce   | VI Centrobasket    | Puebla, México                      |
| 1989 | 4-2    | Plata    | VII Centrobasket   | La Habana, Cuba                     |
| 1993 | 2-3    | 4.ª      | VIII Centrobasket  | Ponce, Puerto Rico                  |
| 1995 | –      | Bronce   | IX Centrobasket    | Santo Domingo, República Dominicana |
| 1997 | 3-2    | Bronce   | X Centrobasket     | Tegucigalpa, Honduras               |
| 1999 | 4-2    | Plata    | XI Centrobasket    | La Habana, Cuba                     |
| 2001 | 3-2    | Bronce   | XII Centrobasket   | Santo Domingo, República Dominicana |
| 2003 | 3-1    | Plata    | XIII Centrobasket  | León, México                        |
| 2008 | 3-2    | Bronce   | XVI Centrobasket   | Morovis, Puerto Rico                |
| 2010 | 3-2    | 5.ª      | XVII Centrobasket  | Mayagüez, Puerto Rico               |
| 2012 | 3-2    | Bronce   | XVIII Centrobasket | Morovis, Puerto Rico                |
| 2014 | 3-2    | Bronce   | XIX Centrobasket   | Monterrey, México                   |

| Participaciones | Medalla de oro | Medalla de plata | Medalla de bronce | Total |
| --------------- | -------------- | ---------------- | ----------------- | ----- |
| 17              | 0              | 4                | 8                 | 12    |

### Juegos Centroamericanos y del Caribe
| Año  | Posición | Competición                                | Sede                                             |
| ---- | -------- | ------------------------------------------ | ------------------------------------------------ |
| 1974 | Bronce   | XII Juegos Centroamericanos y del Caribe   | Santo Domingo, República Dominicana              |
| 1978 | –        | XIII Juegos Centroamericanos y del Caribe  | Medellín, Colombia                               |
| 1982 | 4.ª      | XIV Juegos Centroamericanos y del Caribe   | La Habana, Cuba                                  |
| 1986 | Bronce   | XV Juegos Centroamericanos y del Caribe    | Santiago de los Caballeros, República Dominicana |
| 1990 | Bronce   | XVI Juegos Centroamericanos y del Caribe   | Ciudad de México, México                         |
| 1993 | 5.ª      | XVII Juegos Centroamericanos y del Caribe  | Ponce, Puerto Rico                               |
| 1998 | Plata    | XVIII Juegos Centroamericanos y del Caribe | Maracaibo, Venezuela                             |
| 2002 | Oro      | XIX Juegos Centroamericanos y del Caribe   | San Salvador, El Salvador                        |
| 2010 | Plata    | XXI Juegos Centroamericanos y del Caribe   | Mayagüez, Puerto Rico                            |
| 2014 | 4.ª      | XXII Juegos Centroamericanos y del Caribe  | Veracruz, México                                 |

| Participaciones | Medalla de oro | Medalla de plata | Medalla de bronce | Total |
| --------------- | -------------- | ---------------- | ----------------- | ----- |
| 10              | 1              | 2                | 3                 | 6     |

### Juegos Panamericanos
| Año  | Récord | Posición | Competición                                                   | Sede                                |
| ---- | ------ | -------- | ------------------------------------------------------------- | ----------------------------------- |
| 1975 | 1-6    | 7.ª      | VI Torneo de Baloncesto Femenino de los Juegos Panamericanos  | Ciudad de México, México            |
| 1999 | 0-5    | 6.ª      | XI Torneo de Baloncesto Femenino de los Juegos Panamericanos  | Winnipeg, Canadá                    |
| 2003 | 0-5    | 6.ª      | XII Torneo de Baloncesto Femenino de los Juegos Panamericanos | Santo Domingo, República Dominicana |
| 2015 | 0-4    | 8.ª      | XV Torneo de Baloncesto Femenino de los Juegos Panamericanos  | Toronto, Canadá                     |

| Participaciones | Medalla de oro | Medalla de plata | Medalla de bronce | Total |
| --------------- | -------------- | ---------------- | ----------------- | ----- |
| 4               | 0              | 0                | 0                 | 0     |

### Campeonato FIBA Américas
| Año  | Récord | Posición | Competición                            | Sede                             |
| ---- | ------ | -------- | -------------------------------------- | -------------------------------- |
| 1989 | 1-4    | 6.ª      | I Campeonato FIBA Américas Femenino    | São Paulo, Brasil                |
| 1997 | 0-4    | 8.ª      | IV Campeonato FIBA Américas Femenino   | São Paulo, Brasil                |
| 1999 | 1-4    | 6.ª      | V Campeonato FIBA Américas Femenino    | La Habana, Cuba                  |
| 2003 | 0-4    | 7.ª      | VII Campeonato FIBA Américas Femenino  | Culiacán, México                 |
| 2005 | 0-5    | 6.ª      | VIII Campeonato FIBA Américas Femenino | Hato Mayor, República Dominicana |
| 2009 | 0-5    | 8.ª      | X Campeonato FIBA Américas Femenino    | Cuaiaba, Brasil                  |
| 2013 | 1-3    | 9.ª      | XII Campeonato FIBA Américas Femenino  | Xalapa, México                   |
| 2015 | 0-4    | 10.ª     | XIII Campeonato FIBA Américas Femenino | Edmonton, Canadá                 |

| Participaciones | Medalla de oro | Medalla de plata | Medalla de bronce | Total |
| --------------- | -------------- | ---------------- | ----------------- | ----- |
| 8               | 0              | 0                | 0                 | 0     |